# Ambondrona
Ambondrona är ett berg i Madagaskar. Det ligger i den norra delen av landet, 500 km norr om huvudstaden Antananarivo. Toppen på Ambondrona är 2 227 meter över havet, eller 77 meter över den omgivande terrängen. Bredden vid basen är 1,0 km.
Terrängen runt Ambondrona är huvudsakligen kuperad. Ambondrona är den högsta punkten i trakten. Runt Ambondrona är det glesbefolkat, med 15 invånare per kvadratkilometer. I omgivningarna runt Ambondrona växer huvudsakligen savannskog.